# Natalja Wodopjanowa
Natalja Andriejewna Wodopjanowa (ros. Наталья Андреевна Водопьянова; ur. 4 czerwca 1981 w Leningradzie) – rosyjska koszykarka występująca na pozycji silnej skrzydłowej.

## Osiągnięcia
Stan na 6 września 2016, na podstawie, o ile nie zaznaczono inaczej.
Drużynowe
- Mistrzyni:
  - Eurocup (2007, 2012)
  - Ukrainy (2001, 2002)
  - Polski (2003, 2004)
  - Rosji (2009)
- Wicemistrzyni:
  - światowej ligi FIBA (2004)
  - Euroligi (2004)
  - Eurocup (2014)
  - Rosji (2005, 2015)
- Brąz:
  - Euroligi (2008, 2009)
  - mistrzostw Rosji (2000, 2006, 2008, 2014)
- Zdobywczyni Pucharu Rosji (2009)

Indywidualne
- Najlepsza zagraniczna zawodniczka PLKK (2004)[3]
- Uczestniczka meczu gwiazd:
  - PLKK (2003)[4]
  - rosyjskiej ligi męskiej i żeńskiej (2006)[5]
- Liderka ligi rosyjskiej PBL w przechwytach (2012)

Reprezentacja
- Mistrzyni:
  - Europy (2007)
  - Europy U–16 (1997)
  - Europy U–20 (2000)
- Wicemistrzyni świata (2006)
- Brązowa medalistka:
  - olimpijska (2004, 2008)
  - Uniwersjady (1999)
- Uczestniczka:
  - igrzysk olimpijskich (2004, 2008, 2012 – 4. miejsce)
  - mistrzostw Europy (2007, 2013 – 13. miejsce)